# Vauvillers (Alt Saona)
Vauvillers és un municipi francès situat al departament de l'Alt Saona i a la regió de Borgonya - Franc Comtat. L'any 2007 tenia 695 habitants.

## Demografia

### Població
El 2007 la població de fet de Vauvillers era de 695 persones. Hi havia 311 famílies, de les quals 109 eren unipersonals (24 homes vivint sols i 85 dones vivint soles), 97 parelles sense fills, 93 parelles amb fills i 12 famílies monoparentals amb fills.
La població ha evolucionat segons el següent gràfic:
Habitants censats

### Habitatges
El 2007 hi havia 420 habitatges, 323 eren l'habitatge principal de la família, 19 eren segones residències i 78 estaven desocupats. 347 eren cases i 64 eren apartaments. Dels 323 habitatges principals, 219 estaven ocupats pels seus propietaris, 89 estaven llogats i ocupats pels llogaters i 14 estaven cedits a títol gratuït; 2 tenien una cambra, 12 en tenien dues, 46 en tenien tres, 84 en tenien quatre i 179 en tenien cinc o més. 231 habitatges disposaven pel capbaix d'una plaça de pàrquing. A 169 habitatges hi havia un automòbil i a 107 n'hi havia dos o més.

### Piràmide de població
La piràmide de població per edats i sexe el 2009 era:
| Homes | Edats   | Dones |
| ----- | ------- | ----- |
| 0     | 95 o +  | 0     |
| 0     | 90 a 94 | 4     |
| 8     | 85 a 89 | 4     |
| 0     | 80 a 84 | 0     |
| 28    | 75 a 79 | 28    |
| 24    | 70 a 74 | 16    |
| 12    | 65 a 69 | 36    |
| 0     | 60 a 64 | 16    |
| 28    | 55 a 59 | 12    |
| 36    | 50 a 54 | 16    |
| 36    | 45 a 49 | 36    |
| 20    | 40 a 44 | 24    |
| 32    | 35 a 39 | 44    |
| 24    | 30 a 34 | 24    |
| 20    | 25 a 29 | 20    |
| 16    | 20 a 24 | 16    |
| 44    | 15 a 19 | 20    |
| 56    | 10 a 14 | 16    |
| 24    | 5 a 9   | 20    |
| 20    | 0 a 4   | 4     |

## Economia
El 2007 la població en edat de treballar era de 440 persones, 330 eren actives i 110 eren inactives. De les 330 persones actives 291 estaven ocupades (159 homes i 132 dones) i 38 estaven aturades (17 homes i 21 dones). De les 110 persones inactives 46 estaven jubilades, 19 estaven estudiant i 45 estaven classificades com a «altres inactius».

### Ingressos
El 2009 a Vauvillers hi havia 312 unitats fiscals que integraven 697 persones, la mediana anual d'ingressos fiscals per persona era de 16.697 €.

### Activitats econòmiques
Dels 50 establiments que hi havia el 2007, 2 eren d'empreses alimentàries, 2 d'empreses de fabricació d'altres productes industrials, 7 d'empreses de construcció, 14 d'empreses de comerç i reparació d'automòbils, 5 d'empreses de transport, 2 d'empreses d'hostatgeria i restauració, 2 d'empreses financeres, 2 d'empreses immobiliàries, 3 d'empreses de serveis, 8 d'entitats de l'administració pública i 3 d'empreses classificades com a «altres activitats de serveis».
Dels 19 establiments de servei als particulars que hi havia el 2009, 1 era una oficina d'administració d'Hisenda pública, 1 gendarmeria, 1 oficina de correu, 1 una oficina bancària, 3 tallers de reparació d'automòbils i de material agrícola, 1 autoescola, 1 paleta, 2 guixaires pintors, 1 fusteria, 1 electricista, 2 perruqueries, 1 restaurant, 2 agències immobiliàries i 1 saló de bellesa.
Dels 9 establiments comercials que hi havia el 2009, 1 era una botiga de més de 120 m², 1 una botiga de menys de 120 m², 1 una fleca, 1 una peixateria, 1 una llibreria, 1 una botiga d'equipament de la llar, 1 una botiga de mobles, 1 una botiga de material de revestiment de parets i terra i 1 una joieria.
L'any 2000 a Vauvillers hi havia 7 explotacions agrícoles.

## Equipaments sanitaris i escolars
L'únic equipament sanitari que hi havia el 2009 era una farmàcia.
El 2009 hi havia una escola elemental. Vauvillers disposava d'un col·legi d'educació secundària amb 203 alumnes.

## Poblacions més properes
El següent diagrama mostra les poblacions més properes.